# Paolo Emilio Tulelli
Paolo Emilio Tulelli (Zagarise, 18 agosto 1811 – Napoli, 27 gennaio 1884) è stato un presbitero, filosofo e educatore italiano nonché scrittore, letterato e poeta.

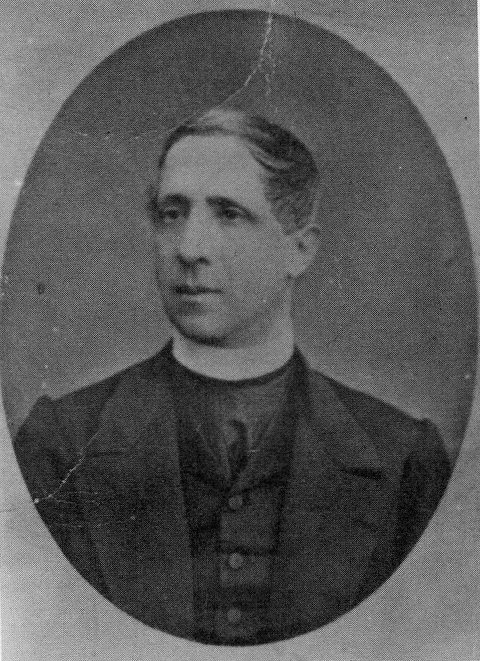
Ritratto di Paolo Emilio Tulelli

Al cavaliere Paolo Emilio Tulelli sono ad oggi intitolate una via nel Comune di Zagarise e una nel Comune di Catanzaro nel quartiere Sant'Elia, una sala della Biblioteca comunale Filippo De Nobili di Catanzaro dove l'amministrazione comunale della città di Catanzaro e la pronipote del filosofo, avvocato, scrittrice e presidente dell'associazione culturale "Universo Minori" Rita Tulelli, giorno 13 aprile 2010 hanno apposto una targa commemorativa in suo onore, inoltre, giorno 27 luglio 2017 è stato posto davanti alla casa comunale di Zagarise un busto che lo raffigura realizzato dal professore, scultore e pittore Mario Calveri.

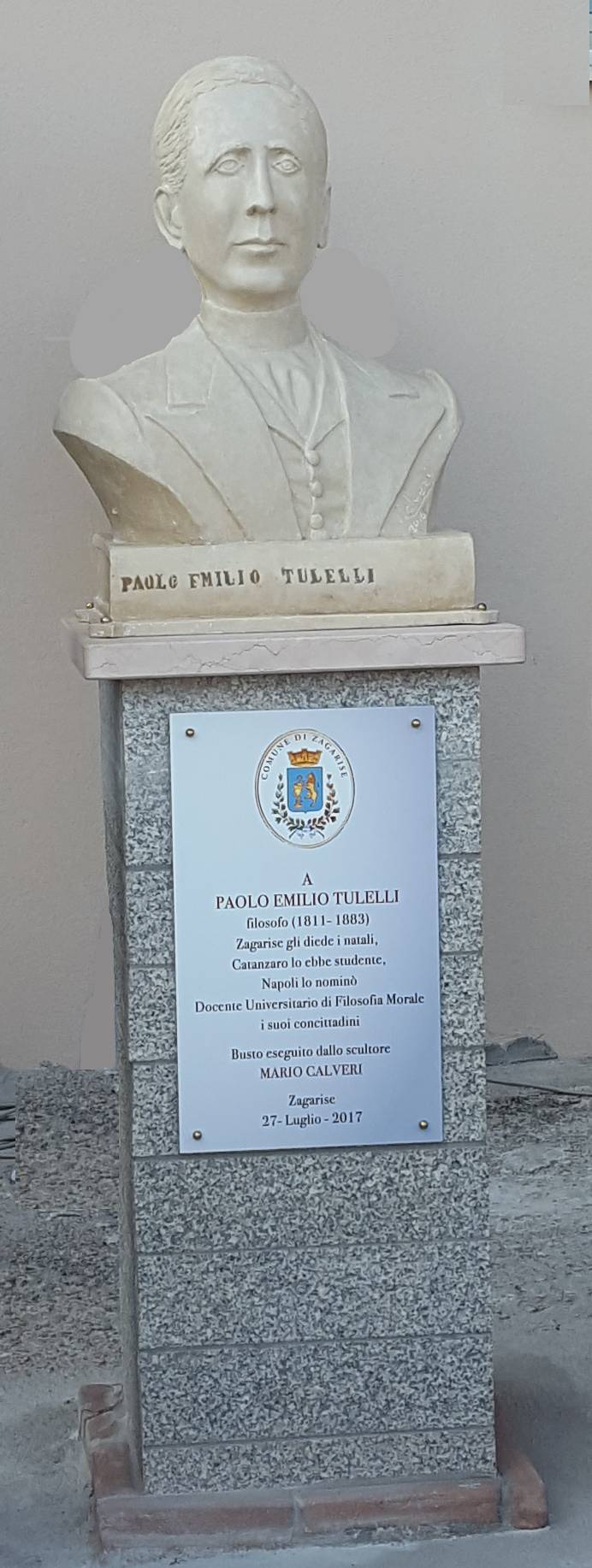
Busto di Paolo Emilio Tulelli, creato dallo scultore Mario Calveri, installato davanti al Comune di Zagarise in data 27 luglio 2017

## Biografia
Nacque a Zagarise da Gaetano e Anna Gallelli. Appartenente ad una famiglia di nobili origini, era un marchese, studiò presso il Convento del Ritiro dei Filippini a Zagarise e poi frequentò a Catanzaro il Real Liceo-Ginnasio e il Corso Teologico presso il Pontificio Seminario Teologico Regionale San Pio X diventando sacerdote.
Dal 1839 visse a Napoli dove compì studi filosofici e nel 1855 aprì nella stessa città una scuola privata dove insegnò per oltre vent’anni filosofia morale ed estetica. La richiesta di poter istituire una scuola privata fu inviata in data 11 settembre 1855 alle autorità competenti, le quali, prima di concedere le relative autorizzazioni, chiesero al vescovo di Catanzaro dettagliate notizie in merito alla condotta religiosa, morale e politica del richiedente, la risposta inviata loro fu: 
Tra gli allievi della sua scuola molti furono appartenenti a famiglie di alto rango sociale e tra questi è possibile annoverare i figli del re Borbone che, in segno di stima, gli fecero dono di un orologio da camera di manifattura francese opera dei fratelli Japis. 
Fu molto amico di Luigi Settembrini, il quale lo citò nella sua opera "Lezioni di letteratura italiana", gli trasmise l’amore per la filosofia e gli ideali patriottici, fu allievo del marchese Basilio Puoti e del filosofo Pasquale Galluppi del quale studiò e diffuse il pensiero, evidenziando il parallelismo con il pensiero del filosofo tedesco Immanuel Kant, così come divulgò quello di altri filosofi meridionali, tra cui Giovanni Battista Capasso, Tommaso Rossi e G. Masci. Nel 1860 Paolo Emilio Tulelli iniziò ad insegnare filosofia forale all’Università degli Studi di Napoli Federico II dietro l’impulso di Francesco Saverio De Sanctis, anno in cui, secondo Benedetto Croce, iniziò un ventennio di vero splendore per l’ateneo napoletano. Nello stesso anno cadde il Regno delle Due Sicilie e Paolo Emilio Tulelli, favorevole alla formazione di uno stato unitario, portò avanti una battaglia a livello morale e giuridico per l’abolizione della pena di morte che fino ad allora era in vigore in tutti gli Stati d’Europa tranne il Granducato di Toscana, la stessa sarà poi abolita con l'adozione del codice penale del Regno d'Italia nel 1889, il cosiddetto Codice Zanardelli. La fine della dominazione borbonica fu colta dal Tulelli come un’occasione di rinnovamento sociale e morale ed egli instillò nei suoi insegnamenti la consapevolezza che il rinnovamento politico dovesse essere accompagnato a quello morale, egli riscontrava nella popolazione un’evidente scarsità intellettuale e un sentimento religioso che si manifestava mediante pratiche di culto sempre più lontane dall’essere ricche di valori spirituali e una società sempre più formalista, egli cercò di contrastare questa tendenza in affinità al pensiero del filosofo Vincenzo Gioberti.
Paolo Emilio Tulelli fu un patriota e un cattolico liberale e la sua attività di pensatore fece sì che la sua notorietà e la sua reputazione crescessero, fu inoltre un oppositore degli hegeliani napoletani, fu a capo degli oppositori degli Spaventiani e fu rappresentante del movimento filosofico del quale nella prima metà dell'ottocento fecero parte Pasquale Galluppi, Ottavio Colecchi, Stefano Cusani e Vincenzo De Grazia. Sul valore del Tulelli si sono pronunciati, fra gli altri, anche il Croce ed il Russo.
Fu Socio Ordinario delle seguenti Accademie:
- Accademia di Scienze Morali e Politiche di Napoli
- Accademia Reale Pontaniana

In relazione all'Accademia di Scienze Morali e Politiche di Napoli, Tulelli e il senatore Enrico Pessina, proposero nell'anno 1867, in qualità di soci dell'accademia, di collocare nell'atrio dell'Università degli Studi di Napoli un busto in marmo raffigurante il filosofo Pasquale Galluppi, l'opera fu realizzata dallo scultore napoletano Beniamino Calì e fu inaugurata il 14 marzo dello stesso anno
con una cerimonia a cui presero parte il rettore Paolo Emilio Imbriani, dei rappresentanti e diversi studenti. Della stessa accademia oltre ad esserne socio ne fu anche tesoriere come si evince dalla Gazzetta Ufficiale del Regno d'Italia di lunedì 10 febbraio 1879 in cui è contenuta la rielezione per quell'anno alla suddetta carica: " (omissis) S.M., sulla proposta del Ministro della Pubblica Istruzione, ha, con RR. decreti 29 novembre, 3, 6, 8, 13, 16 e 22 dicembre 1878, fatte le nomine e disposizioni seguenti: (omissis) Tulelli Paolo Emilio, socio della Società Reale di Napoli, approvata la sua rielezione a tesoriere dell'Accademia di scienze morali e politiche della predetta Società; (omissis) ".
Fu Socio Corrispondente delle seguenti Accademie:
- Accademia Cosentina
- Accademia di scienze, lettere e belle arti degli Zelanti e dei Dafnici

Fu membro dell’Istituto Americano di New York e della Società Storica di Pennsylvania.

## Testamento
Paolo Emilio Tulelli visse a Napoli fino al giorno della sua morte e nelle sue ultime volontà traspare chiaramente un radicato e forte legame con la sua terra di origine, infatti i primi due punti del suo testamento furono 
 e 
 Dispose inoltre che fosse destinata una somma in dote ad una ragazza indigente di Zagarise e che il resto del patrimonio del filosofo fosse suddiviso tra i suoi parenti. 
Il documento, tuttora disponibile presso l’Archivio Notarile di Napoli, fu depositato nel capoluogo campano il 30 gennaio 1884 presso lo studio del notaio Michele Mazzitelli sito in via S. Giovanni numero 19.

### Dondazione di libri alla città di Catanzaro al fine di fondare una biblioteca pubblica
Paolo Emilio Tulelli volle donare alla città di Catanzaro alcuni libri affinché potessero rappresentare una base di partenza per la costituzione di una biblioteca pubblica auspicando che il suo gesto potesse rappresentare un’esortazione a contribuire al suo ampliamento, una volta istituita, da parte di altri uomini generosi e amanti della cultura. Il comune di Catanzaro accettò il legato che, in caso contrario, si sarebbe dovuto destinare ad ampliare il patrimonio della biblioteca del Real Liceo di Catanzaro o ad un erede del de cuius nel caso in cui il anche direttivo del liceo non avesse accettato la donazione. I libri furono trasferiti da Napoli a Catanzaro a spese del comune, così come indicato nelle ultime volontà del filosofo, ed il 2 giugno 1889 venne istituita la biblioteca comunale che venne denominata Biblioteca Municipale di Catanzaro "Onestà e lavoro", ma che oggi è conosciuta come Biblioteca comunale Filippo De Nobili.
(Paolo Emilio Tulelli, Estratto del Testamento)

### Istituzione di una rendita per far studiare un giovane meritevole del comune di Zagarise
Per quanto concerne il comune natio, nell’intenzione di promuovere l’educazione morale, l’istruzione letteraria e scientifica nello stesso, Paolo Emilio Tulelli istituì una rendita annuale, denominata “Monte o Istituto Tulelli” per far sì che dei giovani meritevoli del suddetto comune potessero studiare e conseguire la laurea. A perenne ricordo di ciò egli dispose nelle sue ultime volontà che fosse realizzata una breve iscrizione su una lastra di marmo e che la stessa fosse posta in un luogo pubblico del comune di Zagarise.
(Paolo Emilio Tulelli, Estratto del Testamento)

## Opere

### Libri
- Dei principi sostanziali ed informatori della scienza dell’educazione – Prolusione letta nell'Università nel febbraio 1874. Napoli – Stamperia della Regia Università, 1874
- Dei sistemi morali e della loro possibile riduzione. Napoli – Tipografia della Regia Università, 1880
- Della moralità della scienza e della vita – Prolusione al corso delle lezioni di filosofia morale letta all’Università il 2 dicembre 1873. Napoli – Stamperia della Regia Università, 1873[13]
- Elogio di Vito Buonsanto accademico pontaniano – Recitato nella tornata del 29 giugno 1851. Napoli – Tipografia Del Fibreno, 1851
- Filadelfos di Giovanni Gemelli – Recensione letta all’accademia di scienze morali e politiche il 27 maggio 1882. Napoli – Stamperia della Regia Università, 1882[14]
- L’infallibilità della ragione umana considerata nella triplice sfera della scienza, politica, religione. Studi critici. Napoli – Stamperia della Regia Università, 1870[15]
- Intorno alla morale indipendente, Studio critico. Napoli – Stamperia della Regia Università, 1881.
- Programma di una discussione accademica sul tema dell’educazione religiosa popolare in Italia. 1880
- Prolusione ad un corso di lezioni di estetica. Napoli – Stamperia del Vaglio, 1855
- Prolusione ad un corso di filosofia morale – Recitata il 20 novembre 1861 nella Regia Università degli Studi di Napoli. Napoli – Stamperia della Regia Università, 1862[16]
- Schema di una metafisica dell’estetica. Parte prima. Napoli – Stamperia della Regia Università, 1872
- Schema di una metafisica dell’estetica. Parte seconda. Napoli – Stamperia della Regia Università, 1877
- Sopra una nuova formula metafisica del professor Tari – Breve memoria. Napoli – Stamperia della Regia Università, 1872 - 1877[17]
- Sunto della seconda parte dello schema di una metafisica dell’estetica S.n.t.
- Cenni biografici del professore Luigi Settembrini. Napoli – Tipografia dell'Accademia Reale delle Scienze, 1878
- Intorno alla dottrina e alla vita del politica del Barone Pasquale Galluppi – Notizie ricavate da alcuni suoi scritti inediti e rari. Memoria letta nell’accademia di scienze morali e politiche di Napoli nella tornata del 4 dicembre 1864. Napoli – Stamperia della Regia Università, 1865[18]
- Intorno alla vita e alle opere filosofiche di Giovan Battista Papasso e di Tommaso Rossi. Discorsi due. Napoli – Tipografia Cutaneo, 1857
- Libera Chiesa in libero Stato  – Ragionamento letto all'Accademia di scienze morali e politiche di Napoli nelle tornate del 28 e 31 ottobre 1869. Napoli – Stamperia della Regia Università, 1869
- Prolusione ad un corso di lezioni di estetica recitata nel suo studio privato il 1º dicembre 1852. Napoli – Stamperia del Vaglio, 1855[19][20]
- Intorno alla vita e alla storia della filosofia di Giovan Battista Capasso – Memoria letta all'Accademia nella tornata del 29 Gennaio 1854. Napoli – Società tipografica napoletana Tramater, 1954
- La rosa di Gerico. Raccolta di prose e versi. Napoli  – Tipografia Del poligama, 1852
- Schema di una metafisica dell'etica. Napoli – Tipografia e streotipia della Regia Università, 1872 - 1877[21]
- Sopra gli scritti inediti di Pasquale Galluppi – Memoria seconda letta nell'Accademia di scienze morali e politiche di Napoli. Napoli – Stamperia della Regia Università, 1866[22]
- Biografia del barone Pasquale Galluppi. S.n.t.
- Dei sistemi filosofici. S.n.t.
- Filosofia indiana (V. "l’equilibrio" anno 1° pp. 287 292)
- Su l’abolizione della pena di morte  – In "Rendiconti dell’Accademia delle scienze morali e politiche di Napoli". Napoli – Stamperia della Regia Università, 1863[23]
- Notizie biografiche di Saverio Baldacchini  – In “Annuario della Regia Università degli Studi di Napoli”, Anno scolastico 1879 - 1880
- Elogio funebre di Martino Cilento. 1855
- Sulla Bella di Camarda, poema del marchese Cappelli. Napoli, 1855
- Armonia della libertà politica e della Scienza morale — Prolusione. 1861
- Scambio di lettere con Giannina Milli. 1857 - 1883[24]

### Poesie
- Preso da immenso desiderio e ardente (Sonetto)[25]
- Padre, partisti, forse desolato (Sonetto)[26]
- Aspirazione a Dio (Sonetto)[27]

## Opere concernenti Paolo Emilio Tulelli
- Il pensiero morale di Paolo Emilio Tulelli, 1811-1884. Carlo Nardi. Società Napoletana di Storia Patria, 1966
- Paolo Emilio Tulelli. Lettere a Giannina Milli (1857-1888). Federico Adamoli. Collana "Il Fondo Milli" numero 2, 2001